# Taeniacanthus moa
Taeniacanthus moa är en kräftdjursart som först beskrevs av Lewis 1967.  Taeniacanthus moa ingår i släktet Taeniacanthus och familjen Taeniacanthidae. Inga underarter finns listade i Catalogue of Life.